# 均輪和本輪
本輪（epicycle，字面是在圓之上，意思是在另一個圓圈之上運動的圓圈 。）是在天文學的喜帕恰斯、托勒密和哥白尼日心說中，用來解釋月球、太陽和行星視運動的速度和方向的幾何模型。特別是它解釋了當時已知的五顆行星的視逆行運動。其次，它也解釋了行星與地球視距離上的變化。
它最初是由佩爾加的阿波羅尼奧斯在紀元前3世紀末提出的。它由阿波羅尼奧斯和羅德島的喜帕恰斯在紀元前2世紀發展，並廣泛的使用。然後在西元2世紀，被底比斯的托勒密正式收錄在《天文學大成》的天文著作中。。
古希臘的天文計算設備安提基特拉機械，已經運用了本輪（周轉圓）的運動。使用四個齒輪計算月球的位置和相位。兩個齒輪用來補償（模擬）月球的偏心運動，使月球的運動非常接近於克卜勒第二定律的橢圓軌道，即月球在近地點的移動速度快，在遠地點的移動速度慢。
本輪週期工作的很好，非常準確，因為正如傅立葉分析後來顯示的，具有足夠數量的周轉圓，任何平滑曲線都可以任意的精度近似。然而，他們不認同日心參考框架下的行星運動基本上是橢圓形的，而這導致發現重力遵循簡單的平方反比定律可以更好地解釋所有的行星運動。

## 概論

托勒密天文學的基本元素，顯示一顆行星在本輪上（小的虛線圓）、一個均輪（大的虛線圓）、偏心（X）和均衡點（大的黑點•）。

在喜帕恰斯和托勒密系統中，假設行星在一個稱為本輪的小圓圈上移動，而小圓圈又沿著一個稱為均輪的較大圓圈上移動。這兩個圓都大致平行於太陽的軌道平面（黃道）順時針旋轉。儘管這個系統被認為是以地球為中心，但每顆行星的運動不是以地球為中心，而是以地球稍遠，稱為偏心的一個點為中心。在這個系統中，行星的軌道與外旋輪線相似。
在喜帕恰斯的系統中，行星在本輪上以均勻的順時針運動沿著均輪自轉和公轉。然而，托勒密發現他無法調和巴比倫觀測的數據，特別是在可見的逆行形狀和大小上的差別。除非他從與偏心等距的另一點，他稱為均衡點的位置上觀察，否則本輪的角速度是不均勻的。從均衡點和地球之間的中心點（偏心）觀察均輪的角速度是一個常數；只有從均衡點觀察本輪的中心才能在相同的時間掃掠過相同的角度。托勒密系統與眾不同的就是使用均衡點將本輪脫離均輪的中心點。
托勒密在《天文學大成》中沒有預測行星均輪的相對大小。他的所有計算都是針對一個規範化的均輪完成的，每次只處理一個案例。這並不是說他認為行星都是等距的，只是除了月球之外，他沒有任何依據可以測量行星的距離。他通常是根據行星的軌道週期從地球向外排列行星。後來，他在行星假設中計算了距離，並在本表的第一列概括了距離：
| 天體   | 平均距離 （地球半徑） | 現代值 （半長軸 地球半徑） | 比率 （現代/托勒密） | 比率 （現代/托勒密 以太陽=1做標準） |
| ------ | --------------------- | -------------------------- | -------------------- | ----------------------------------- |
| 月球   | 00,048.0              | 000,060.3                  | 01.26                | 0.065                               |
| 水星   | 00,115.0              | 009,090.0                  | 79.00                | 4.100                               |
| 金星   | 00,622.5              | 016,980.0                  | 27.30                | 1.400                               |
| 太陽   | 01,210.0              | 023,480.0                  | 19.40                | 1.000                               |
| 火星   | 05,040.0              | 035,780.0                  | 07.10                | 0.370                               |
| 木星   | 11,504.0              | 122,200.0                  | 10.60                | 0.550                               |
| 土星   | 17,026.0              | 225,000.0                  | 13.20                | 0.680                               |
| 恆星層 | 20,000.0              | 不適用                     | 不適用               | 不適用                              |

如果他對均輪相對於地球-太陽的距離估計值更加準確，那麼本輪的大小就會更接近地球-太陽的距離。雖然所有的行星都是分開考慮的，但以一種奇特的方式使它們都互相關聯：所有經由行星本體通過本輪中心的線都與地球和太陽的連線平行，並且地球和太陽的連線也通過水星和金星的本輪中心。這意味著所有穿過行星和本輪中心的線都互相平行，並且也平行於地球和太陽的連線。
巴比倫的觀測表明，外側行星在夜空中的移動速度通常會比恆星慢。每天晚上，這顆行星似乎都落後於恆星，這稱為順行運動。在靠近衝的附近時，行星會出現相反方向的運動，並且在夜空中移動得比恆星快，在逆行運動一段時間後，會再次反轉並恢復向前的運動。本輪理論，部分地試圖在解釋這種行為。
在觀測上，內側行星永遠在太陽的附近，只在日出前不久或日落後不久短暫的出現在夜空。它們的視逆行運動發生在穿越地球和太陽之間，即昏星與晨星轉換的過程。

## 歷史
當古代的天文學家注視天空時，他們看見太陽、月球和星星在頭頂上以規律的型式運動，他們也看見"漫遊者"或"planetai"（我們所謂的行星）。漫遊者在運動上的規律表明，它們的位置可能也是可以預測的。

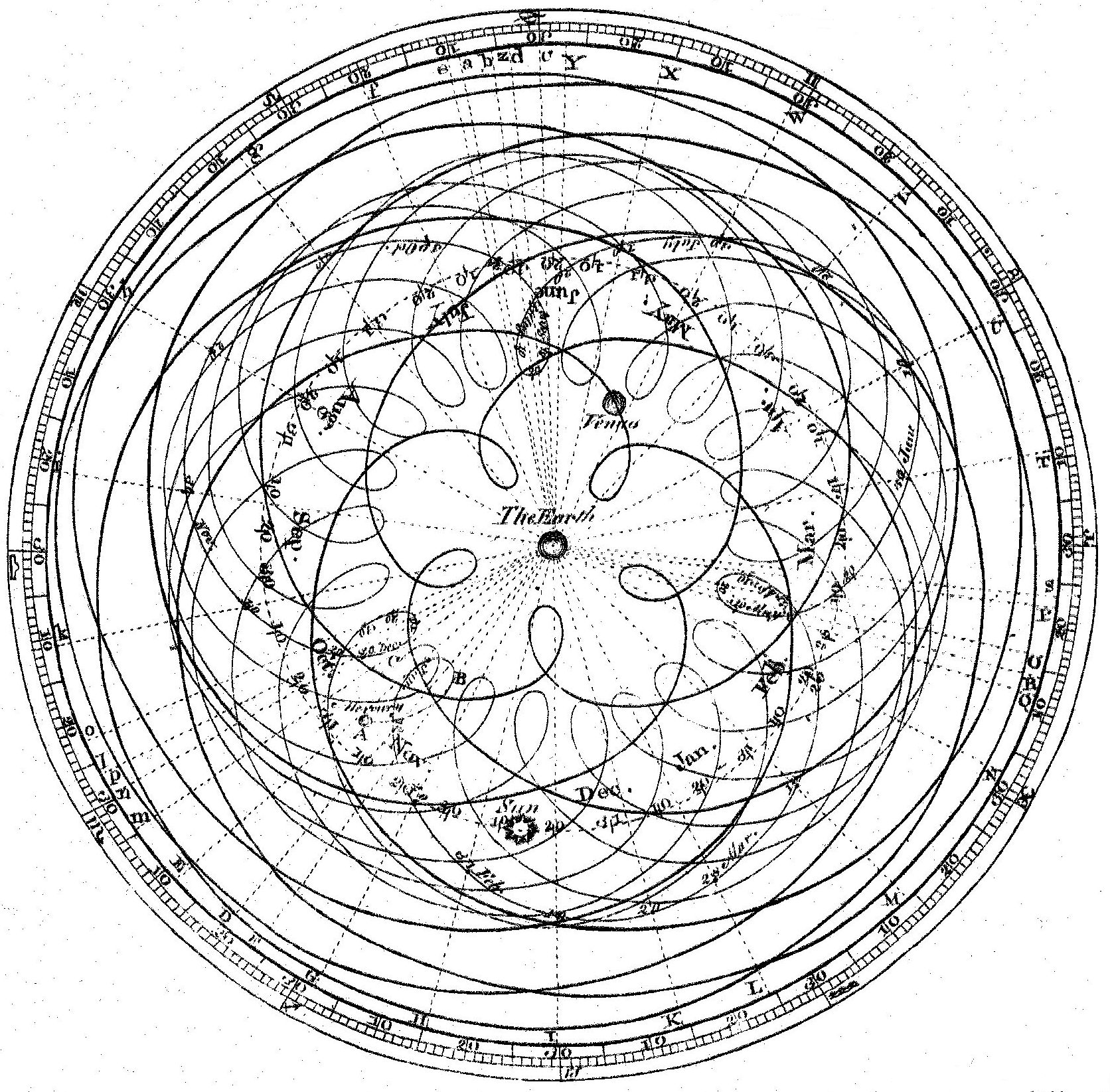
地心模型的描述顯示著複雜性。

預測天體運動問題最簡單的方法是根據星場繪製它們的位置，然後使用數學函數與不斷變化的位置擬合。
古人會建立地心說只有一個簡單的原因，地球是它們立足和觀察天空的場所，同時天空看起來是動的，而地球似乎依然很穩定的在腳下。一些希臘天文學家（例如西蒙的阿理斯塔克斯）推測行星（包括地球）環繞著太陽，但是光學（和具體的數學－例如艾薩克·牛頓的萬有引力定律）必須提供令人信服的具體資料以支持日心說的模型。但直至托勒密死後1,500年的時代，這些都還不存在。此外，亞里斯多德物理學在設計時並沒有考慮到這些計算和性質，而且日心說的觀念和亞里斯多德天空是完美的哲學相違背。直到伽利略在1610年1月7日觀測木星的衛星，和1610年9月觀察金星的相位，日心模型才開始得到天文學家普遍的支持，同時也接受行星是環繞太陽的個別世界的看法（也就是地球是諸多環繞太陽的行星中的一顆）。約翰內斯·克卜勒能夠制定他著名的行星運動定律，以令人難以置信的準確度描述了太陽系中行星的軌道。克卜勒的行星運動三定律今天依然在大學天文學和物理學中教授，而且這些定律的文字描述自克卜勒在400年前制定以來，迄今都未曾改變。
天體的視運動相對時間有其周期性是很自然的。阿波羅尼奧斯意識到這種週期性變化可以通過小圓形軌道（本輪）在較大的圓形軌道（均輪）上旋轉，在視覺上表示。喜帕恰斯計算了所需的軌道。
克勞狄烏斯·托勒密淬練了均輪和本輪的概念，並引入了均衡點做為計算行星運動速度變化的機制。他開發的實驗證據方法，在當時被證明是非常準確的，並且在哥白尼和克卜勒的時代都仍在使用。
歐文·金格瑞契描述發生在1504年，很顯然是由哥白尼觀測的一次行星合。哥白尼在阿方索星表副本中的筆記評論說："火星的位置超出2度以上，土星則落後了1.5度。"使用現代的電腦程式計算，金格瑞契發現在合的時刻，土星確實落後表中數值1.5度，火星則超前約2度。次外，他發現托勒密在當時對木星的預測相當準確。因此，哥白尼和與他同一時代的人都使用托勒密的方法來尋找行星，並在托勒密的原創作品出版一千多年後，發現它們還是可以信賴。

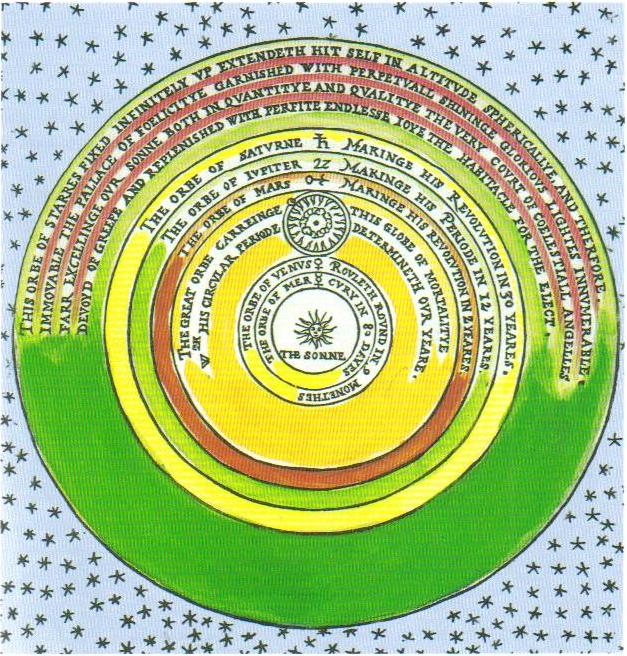
基本的、簡明扼要的哥白尼宇宙。取自托馬斯·迪格斯的書。

當哥白尼將基於地球觀測的結果轉為日心座標時，他面臨了一個全新的問題。以太陽為中心的位置顯示了週期性的循環運動，但外行星沒有逆行運動的迴圈。原則上，日心運動較為簡捷，但由於尚未發現是橢圓軌道，因此尚不知其微妙之處。另一個併發的問題是由哥白尼從未解決的問體引起的：在座標轉換中正確核算地球的位置。根據過去的經驗，哥白尼在他的理論中繼續使用均輪和本輪的模型，不同的是他的本輪很小，被稱為 
"小輪"（epicyclets）。
在托勒密的系統中，每顆行星的模型是不同的，所以哥白尼初始的模型也是如此。然而，當他通過數學完成時，哥白尼發現他的模型可以組合在一個統一的系統中。此外，如果調整它們的尺度，讓地球和其他的行星有著一樣的軌道，那末就很容易遵循數學上的結果排列出行星的順序。水星在最接近太陽的軌道上運行，其餘的行星依據公轉軌道的週期，越長的排列在距離越遠之處。
雖然哥白尼的模型大大的降低了本輪的幅度，但它們是否比托勒密的模型簡單是沒有意義的。哥白尼消除了一些有傷害的均衡點，但代價是增加了額外的本輪。在16世紀，基於哥白尼和托勒密模型的書籍，使用的本輪數量是相等。來自他自己一份未經發表，名為《評論》的文章中描述的陳述，他認為他的系統只需要34個圓圈（本輪）。但當他出版《天體運行論》時，他增加了更多的圓圈。計算圓圈的總數是困難的，但估計是他創造了一個一樣複雜，甚至是更複雜的系統。柯斯特勒（Koestler）在他《人類對宇宙的視覺史》中，等同於本輪的環有48個。在1898年流行的托勒密系統，可能受到靈感來自歐多克索斯，使用77或79個球體，非托勒密系統的吉羅拉莫·弗拉卡斯托羅影響，圓圈的總數約為80個。哥白尼在它的作品中誇大了托勒密系統使用的本輪數量；雖然托勒密系統最初的數量範圍為80個圓圈，但根據哥白尼的年代，普爾巴赫（Purbach）已將托勒密系統更新為40個本輪；因此，哥白尼利用進一步的週期，有效的取代了逆行的問題。
哥白尼的作品為逆行運動等現象提供了解釋，但並不能證明行星實際上繞著太陽運行。哥白尼的理論至少和托勒密的一樣準確，但從未達到托勒密理論的地位和認可。它所需要的是克卜勒在1609年才發表的橢圓理論。

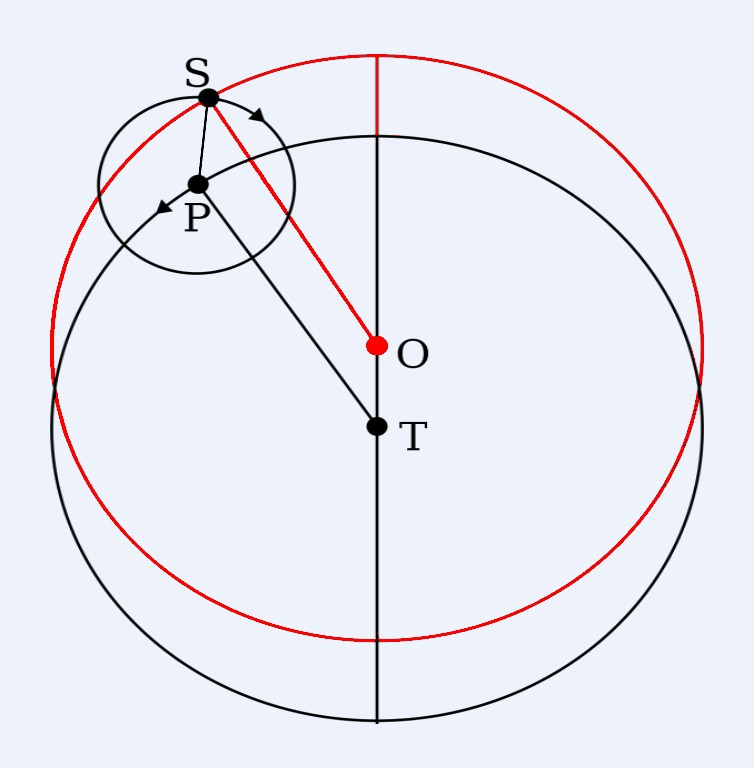
從地球（T）偏移的均輪（O）。P'是太陽本輪的中心。

托勒密和哥白尼的理論證明了用均輪和本輪的裝置代表行星運動的耐久性和適應性。由於太陽系異常軌道穩定性，使均輪和本輪模型的工作效果良好。假使哥特佛萊德·萊布尼茲和艾薩克·牛頓沒有發明微積分，這兩種理論現在還會在使用。
第一個沒有本輪的行星模型是在西班牙安達魯斯的伊本·巴哲（阿文佩斯）在12世紀提出的，但直到17世紀，克卜勒的橢圓軌道模型逐漸取代了哥白尼基於完美圓圈的模型，歐洲才消除了均輪和本輪。
牛頓或經典力學完全消除了對均輪和本輪方法的需求，並產生了更準確的理論。通過將太陽和行星視為質點，並使用牛頓的萬有引力定律，推導出的運動方程式，可以通過各種手段來計算行星的軌道速度和預測位置。簡單的二體問題可以分析解決，複雜的N体問題需要數值分析來解決。
海王星的發現說明了牛頓力學解決軌道力學問題的能力。對天王星軌道中觀察到的擾動進行分析，估計出這顆可疑行星的位置，給了發現行星一定程度上的位置參考。這不可能使用均輪和本輪來實現。儘管年頓在1702年出版的《月球運動理論》一書，它運用了一些本輪；中國一直使用到19世紀。基於牛頓的理論，後續的星曆表精度可以到弧分。

## 周轉圓
依據天文學史上的一個學派，通過長期累績的觀測，發現原始的托勒密系統有細微的缺陷。人們錯誤的認為，在模型中增加更多的圓（在圓內再增加圓﹚，就可以更準確的匹配觀測到的行星運動。在16世紀，增加的環圈導致一個行不通而幾乎無法運作的系統，哥白尼創造的日心系統，簡化了當時的托勒密天文學，從而成功的大量減少環圈的數量。
隨著更精確地觀測，更多的環圈和偏心被用來解釋新觀測到的現象。到了中世紀後期，宇宙成為一個球體與許多中心和偏心氾濫的軌道，迴圈和周轉圓充斥在天球的軌道上。——多蘿西•斯蒂姆森，逐漸接受哥白尼的宇宙論"，1917年
以複雜性作為衡量的標準，托勒密的環圈數多達80個，哥白尼只有34個。1960年代的《大英百科全書》，對天文學的討論中出現數量最多的是13世紀的卡斯提爾的國王阿方索十世（阿方索星曆表被認為是他創建的。﹚
到這個時候，每顆行星都需要40到60個周轉圓，才能描述它在星空之間複雜的運動。阿方索對這個項目的困難感到驚訝，他感嘆的說，如果由他來創造，他可能會給更佳的建議。——大英百科全書，1968年  
事實證明，周轉圓理論的一個主要困難是，歷史學家在研究中世紀漢文一復興時期的托勒密天文學書籍時，發現每顆行星絕對全都沒有使用多個周轉圓的痕跡。情況顯然是，阿方索星曆表顯然是使用了托勒密最初未經修飾的方法計算的
另一個問題就是模型本身不鼓勵修補。在均輪和本輪的模型中，整體部分是相互關聯的。參數的更改，可以改善在一個位置的擬合，但在某些地方又會不合。托勒密的模型在這方面可能是最佳的。總的來說，它給了一個好的結果，但在各處都少許有一點誤差。有經驗的天文學家會認識到這些缺點，並容許它們的存在。

## 數學形式主義
根據諾伍德·羅素·漢森的科學史：
在天體物理學或觀測天文學的任何分支之中，既不是雙邊對稱，也不是偏心週期的曲線，可以平滑的繪製出行星在星座內週期性運動轉折的結果，但圍繞一個個定的均輪，該週期在數量上是有限的。——諾伍德·羅素·漢森，"數學在周轉圓天文學的功能"，1960
任何路徑，無論有無週期、封閉或開放，都可以用無限數量的周轉圓表示。
這是因為周轉圓可以表示為複雜的傅立葉級數；因此，對於大量的周轉圓，複雜的路徑，可以在複平面中表示
讓複數
此處的a0和k0 是常數， i = √−1是虛數單位，和t是時間，對應於以複平面的原點為中心，半徑為a0的均輪和角速度為
此處T是週期。
如果z1是一個周轉圓的路徑，然後均輪加上本輪表示為總和
這是一個概週期函數，並且當比率常數kj是一個有理數時，則是一個週期函數。歸納為N個周轉圓，則概週期函數
當每個kj都是有理數時，這就是週期性的。尋找係數aj在複平面上與時間相關的路徑z = f(t)，目標是複製均輪和本輪的軌道，這是一種科學模式（σώζειν τα φαινόμενα）。

## 註解
1. ↑  "epicycle" （页面存档备份，存于）. Online Etymology Dictionary.
2. ↑  Andrea, Murschel. . Journal for the History of Astronomy. 1995, (xxvii): 33–61  [2014-08-02]. Bibcode:1995JHA....26...33M. （原始内容存档于2021-07-15）.
3. ↑  For an example of the complexity of the problem, see Owen Gingerich, The Book Nobody Read, Walker, 2004, p. 50
4. ↑  Gingerich, Chapter 4
5. ↑  One volume of De Revolutionibus was devoted to a description of the trigonometry used to make the transformation between geocentric and heliocentric coordinates.
6. ↑  Gingerich, p. 267
7. ↑  Gingerich, p. 54
8. ↑  Palter, Robert. . Studies in the History and Philosophy of Science. 1970, 1: 94.
9. ↑  Owen Gingerich, "Alfonso X as a Patron of Astronomy", in The Eye of Heaven: Ptolemy, Copernicus, Kepler (New York: American Institute of Physics, 1993), p. 125.
10. ↑  Gingerich, "Crisis versus Aesthetic in the Copernican Revolution", in Eye of Heaven, pp. 193–204.
11. ↑  "The popular belief that Copernicus's heliocentric system constitutes a significant simplification of the Ptolemaic system is obviously wrong ... [T]he Copernican models themselves require about twice as many circles as the Ptolemaic models and are far less elegant and adaptable." Neugebauer, Otto.  2. Dover Publications. 1969 [1957]  [2020-09-18]. ISBN 978-0-486-22332-2. （原始内容存档于2020-08-14）., p. 204. This is an extreme estimate in favor of Ptolemy.
12. ↑  Koestler, Arthur. . Arkana, Penguin Books. 1989 [1959]., p. 195
13. ↑  Palter, Approach to the History of Astronomy, pp. 113–114.
14. ↑  Koestler, Arthur. . Arkana, Penguin Books. 1989 [1959]., pp. 194–195
15. ↑  A deferent/epicycle model is in fact used to compute Lunar positions needed to define modern Hindu calendars. See Nachum Dershovitz and Edward M. Reingold: Calendrical Calculations, Cambridge University Press, 1997, Chapter 14. (ISBN 0-521-56474-3)
16. ↑  Goldstein, Bernard R. . Isis. 1972, 63 (1): 39–47 [40–41]. doi:10.1086/350839.
17. ↑  Kollerstrom, Nicholas. . Green Lion Press. 2000. ISBN 1-888009-08-X.
18. ↑  Dorothy Stimson,  The Gradual Acceptance of the Copernican Theory of the Universe (New York, 1917),  p. 14. The quotation is from John Milton's Paradise Lost, Book 8, 11.82–85.
19. ↑  Robert Palter, An Approach to the History of Early Astronomy
20. ↑  Encyclopædia Britannica, 1968, vol. 2, p. 645. This is identified as the highest number in Owen Gingerich, Alfonso X. Gingerich also expressed doubt about the quotation attributed to Alfonso. In The Book Nobody Read (p. 56), however, Gingerich relates that he challenged Encyclopædia Britannica about the number of epicycles. Their response was that the original author of the entry had died and its source couldn't be verified.
21. ↑  Gingerich, The Book Nobody Read, p. 57
22. ↑  Hanson, Norwood Russell.  (PDF). Isis. 1960-06-01, 51 (2): 150–158  [2011-10-21]. ISSN 0021-1753. JSTOR 226846. doi:10.1086/348869. （原始内容存档 (PDF)于2020-11-01）.
23. ↑  See, e.g., this animation （页面存档备份，存于） made by Christián Carman and Ramiro Serra, which uses 1000 epicycles to retrace the cartoon character Homer Simpson; cf. also Christián Carman's "Deferentes, epiciclos y adaptaciones （页面存档备份，存于）." and "La refutabilidad del Sistema de Epiciclos y Deferentes de Ptolomeo" （页面存档备份，存于）.
24. ↑  Cf. Duhem, Pierre. . Chicago: University of Chicago Press. 1969. OCLC 681213472. (excerpt （页面存档备份，存于）).

## 外部連結
- Ptolemaic System（页面存档备份，存于） – at Rice University's Galileo Project
- Eccentrics, Deferents, Epicycles, and Equants（页面存档备份，存于） at MathPages

### 動畫、插圖
- Java simulation of the Ptolemaic System – at Paul Stoddard's Animated Virtual Planetarium, Northern Illinois University
- Epicycle and Deferent Demo – at Rosemary Kennett's website at the University of Syracuse
- A flash animation showing epicycles with adjustable parameters and presets for various planets.（页面存档备份，存于）
- An Applet showing the principle of the epicycle（页面存档备份，存于）, with a side-by-side comparison of the geocentric and heliocentric models.
- An excellent presentation on Ptolemy, Copernicus, Brahe and Kepler（页面存档备份，存于）, based on Kepler's writings. Part 1 examines the different systems and their equivalence, Parts 2 and onwards examine Kepler's derivation of his laws.
- Ptolemy and Homer (Simpson)（页面存档备份，存于） Reconstruction of a planet's bizarre orbit with Ptolemy's system of epicycles and deferents.